# Родіонов Михайло Іванович
Миха́йло Іва́нович Родіо́нов (8 листопада 1907 село Ратуніно Макар'євського повіту Нижньогородської губернії, тепер Нижньогородської області, Російська Федерація) — розстріляний 1 жовтня 1950, Ленінград) — радянський державний і партійний діяч, голова Ради міністрів РРФСР (1946—1949). Кандидат у члени ЦК ВКП(б) у 1941—1949 роках. Член Організаційного бюро ЦК ВКП(б) (18 березня 1946 — 7 березня 1949). Депутат Верховної ради СРСР 1-2 скликань.

## Біографія
Народився в родині селянина-середняка. Працював у власному сільському господарстві. У 1927 році закінчив Лисковський педагогічний технікум Нижньогородської губернії.
У 1927—1928 роках — секретар Кисловского волосного комітету ВЛКСМ Нижньогородської губернії.
У 1928—1930 роках — інспектор політико-просвітницької роботи Лисковського волосного (районного) відділу народної освіти Нижньогородської губернії, інспектор Нижньогородського окружного відділу народної освіти.
Член ВКП(б) з 1929 року.
У 1930—1931 роках — завідувач (директор) Борського педагогічного технікуму Нижньогородського краю.
У 1931—1935 роках — завідувач відділу культури і пропаганди, агітаційно-масового відділу, заступник секретаря Борського районного комітету ВКП(б) Нижньогородського краю — Горьковської області.
У грудні 1935 — січні 1938 року — 1-й секретар Івановського районного комітету ВКП(б) Горьковської області.
У січні — липні 1938 року — завідувачем Горьковського обласного відділу народної освіти.
13 липня 1938 — 16 квітня 1939 року — 3-й секретар Горьковського обласного комітету ВКП(б).
У квітні 1939 — січні 1940 року — голова виконавчого комітету Горьковської обласної Ради депутатів трудящих.
16 січня 1940 — 25 березня 1946 року — 1-й секретар Горьковського обласного комітету ВКП(б).
23 березня 1946 — 9 березня 1949 року — голова Ради міністрів РРФСР.
У березні 1949 року відправлений на навчання до Академії суспільних наук при ЦК ВКП(б).
13 серпня 1949 року заарештований у т. зв. «Ленінградській справі», розстріляний у Ленінграді 1 жовтня 1950 року. Посмертно реабілітований.

## Нагороди
- два ордени Леніна (1942,)
- орден Вітчизняної війни I ступеня
- орден Трудового Червоного Прапора
- медалі